# Circuit Het Nieuwsblad 2018
Le Circuit Het Nieuwsblad 2018 est la 73e édition de cette course cycliste sur route masculine. Il a lieu le 24 février 2018 dans la Région flamande, en Belgique, et fait partie du calendrier UCI World Tour 2018 en catégorie 1.UWT. Il est remporté par le Danois Michael Valgren (Astana) en 4 h 50 min 14 s, suivi à douze secondes par le Polonais Łukasz Wiśniowski (Sky) et par le Belge Sep Vanmarcke (EF Education First-Drapac).

## Parcours
Le départ fictif est donné depuis Gand et celui officiel à Merelbeke, comme les années précédentes. Le final est cependant complément modifié. Il devient identique à celui du Tour des Flandres avant 2012. Le circuit passe ainsi à Brakel avant de se diriger vers Grammont et d'escalader son célèbre mur. Le Bosberg est ensuite passé avant d'arriver à Ninove. Le Molenberg est toujours présent mais placé plus loin de l'arrivée que les années précédentes. Le triple passage sur le secteur pavé d'Haaghoek (nl) puis sur le Leberg est conservé.
Treize monts sont au programme de cette édition, dont certains recouverts de pavés :
| Mont | Nom             | Km    | Revêtement | Longueur (m) | Pente moyenne | Pente maxi | Km de l'arrivée |
| ---- | --------------- | ----- | ---------- | ------------ | ------------- | ---------- | --------------- |
| 1    | Leberg          | 64,1  | asphalte   | 950          | 4,2 %         | 13,8 %     | 133,4           |
| 2    | den Ast         | 99,1  | asphalte   | 450          |               |            | 98,4            |
| 3    | Kattenberg (nl) | 107,2 | asphalte   | 600          | 6,7 %         | 8 %        | 90,3            |
| 4    | Leberg          | 119,6 | asphalte   | 950          | 4,2 %         | 13,8 %     | 77,9            |
| 5    | Kokkerelle      | 132,7 |            | 1 200        |               |            | 64,8            |
| 6    | Wolvenberg      | 135,8 | asphalte   | 645          | 7,9 %         | 17,3 %     | 61,7            |
| 7    | Molenberg       | 144,8 | pavé       | 463          | 7 %           | 14,2 %     | 52,7            |
| 8    | Leberg          | 155,7 | asphalte   | 950          | 4,2 %         | 13,8 %     | 41,8            |
| 9    | Berendries      | 159,8 | asphalte   | 940          | 7 %           | 12,3 %     | 37,7            |
| 10   | Valkenberg      | 165,1 | asphalte   | 540          | 8,1 %         | 12,8 %     | 32,4            |
| 11   | Tenbosse        | 171,4 | asphalte   | 450          | 6,9 %         | 8,7 %      | 26,1            |
| 12   | Mur de Grammont | 181,7 | pavés      | 475          | 9,3 %         | 19,8 %     | 15,8            |
| 13   | Bosberg         | 185,6 | pavés      | 980          | 5,8 %         | 11 %       | 11,8            |

En plus des traditionnels monts, il y a huit secteurs pavés répartis sur 91,6 km :

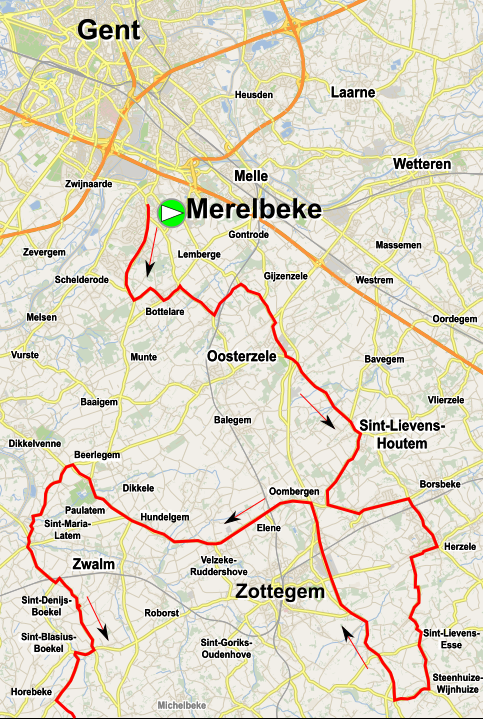
Partie nord de la course :
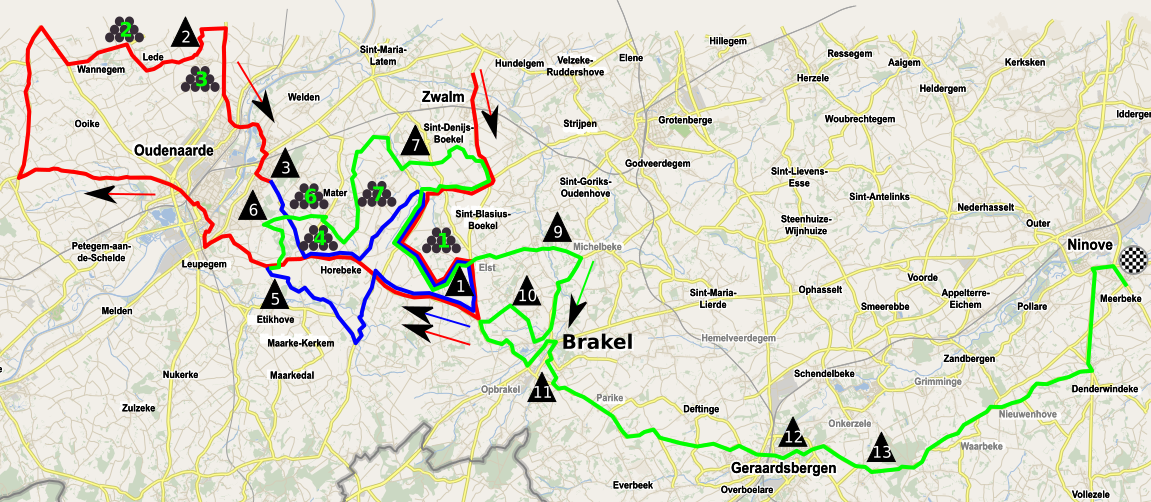
Partie sud de la course :

| Secteur | Nom                | Km    | Longueur (m) | Km de l'arrivée |
| ------- | ------------------ | ----- | ------------ | --------------- |
| 1       | Haaghoek (nl)      | 61,1  | 2 000        | 136,4           |
| 2       | Huisepontweg       | 93,4  | 1 800        | 104,1           |
| 3       | Lang Aststraat     | 99,1  | 500          | 98,4            |
| 4'      | Holleweg (nl)      | 107,9 | 350          | 89,6            |
| 5       | Haaghoek (nl)      | 116,6 | 2 000        | 80,8            |
| 6       | Ruitersstraat (nl) | 135,9 | 800          | 61,6            |
| 7       | Jagerij            | 138,6 | 800          | 58,9            |
| 8       | Haaghoek (nl)      | 152,7 | 2 000        | 44,8            |

- Partie nord de la course : Début du parcours
- Partie sud de la course :   - Début du parcours
  - Partie intermédiaire du parcours
  - Final

## Équipes
Vingt-cinq équipes participent à ce Circuit Het Nieuwsblad. Celui-ci fait partie des dix épreuves ajoutées au calendrier du World Tour en 2017, et que les équipes World Tour ne sont pas obligées de disputer. Dix-sept d'entre elles sont présentes, seule la Movistar ne l'est pas. Huit équipes continentales professionnelles sont invitées : les équipes belges Sport Vlaanderen-Baloise, Wanty-Groupe Gobert, Verandas Willems-Crelan, WB-Aqua Protect-Veranclassic, l'équipe néerlandaise Roompot-Nederlandse Loterij et les équipes françaises Cofidis, Fortuneo-Samsic et Vital Concept.
| WorldTeams (17)- AG2R La Mondiale - Astana - Bahrain-Merida - BMC Racing Team - Bora-Hansgrohe - Dimension Data - EF Education First-Drapac p/b Cannondale - FDJ - Katusha-Alpecin - Lotto NL-Jumbo - Lotto Soudal - Mitchelton-Scott - Quick-Step Floors - Sky - Team Sunweb - Trek-Segafredo - UAE Team Emirates Équipes continentales professionnelles (8)- Cofidis, Solutions Crédits - Fortuneo-Samsic - Roompot-Nederlandse Loterij - Sport Vlaanderen-Baloise - Vérandas Willems-Crelan - Vital Concept - Wanty-Groupe Gobert - WB-Aqua Protect-Veranclassic |
| |

## Déroulement de la course
Il reste un peu moins d'une centaine de coureurs à l'approche du mur de Grammont. Sep Vanmarcke attaque durant cette avant-dernière difficulté et parvient seul au sommet. Il est ensuite rejoint par une dizaine de coureurs avant d'aborder la dernière côte, le Bosberg. Michael Valgren, membre de l'équipe Astana qui dispose de deux autres coureurs dans groupe, attaque à plusieurs reprises dans les derniers kilomètres. À 2,5 km de l'arrivée, il contre-attaque après une tentative Sep Vanmarcke et part s'imposer seul. Vanmarcke l'imite dans le dernier kilomètre. Rattrapé par Lukasz Wisniowski (Sky), deuxième, il prend la troisième place, comme en 2017.
Michael Valgren obtient ici la cinquième victoire de sa carrière professionnelle, et la plus importante jusqu'alors,. Elle arrive dans un contexte difficile pour l'équipe Astana, dont le manager a annoncé le même jour qu'elle n'avait pas reçu ses financements kazakhstanais depuis le début de l'année.

## Classements

### Classement final
La course est remportée par le Danois Michael Valgren (Astana) qui a parcouru les 196,2 kilomètres en 4 h 50 min 14 s, soit à une vitesse moyenne de 40,56 kilomètres par heure. Il est suivi à douze secondes par le Polonais Łukasz Wiśniowski (Sky) et par le Belge Sep Vanmarcke (EF Education First-Drapac). Sur les cent-soixante-quinze coureurs qui ont pris le départ, quatre-vingt-dix-huit terminent la course.
| \| Classement général \| Classement général \| Classement général \| Classement général \| Classement général \| \| Coureur \| Coureur \| Pays \| Équipe \| Temps \| \| ------------------ \| --------------------- \| ------------------ \| -------------------------- \| ------------------ \| \| 1er \| Michael Valgren \| Danemark \| Astana \| 4 h 50 min 14 s \| \| 2e \| Łukasz Wiśniowski \| Pologne \| Team Sky \| + 12 s \| \| 3e \| Sep Vanmarcke \| Belgique \| EF Education First-Drapac \| + 12 s \| \| 4e \| Jasper Stuyven \| Belgique \| Trek-Segafredo \| + 12 s \| \| 5e \| Philippe Gilbert \| Belgique \| Quick-Step Floors \| + 12 s \| \| 6e \| Edward Theuns \| Belgique \| Team Sunweb \| + 12 s \| \| 7e \| Bert Van Lerberghe \| Belgique \| Cofidis, Solutions Crédits \| + 12 s \| \| 8e \| Sonny Colbrelli \| Italie \| Bahrain-Merida \| + 12 s \| \| 9e \| Arnaud Démare \| France \| FDJ \| + 12 s \| \| 10e \| Marcus Burghardt \| Allemagne \| Bora-Hansgrohe \| + 12 s \| \| 11e \| Owain Doull \| Royaume-Uni \| Team Sky \| + 12 s \| \| 12e \| Mads Würtz Schmidt \| Danemark \| Katusha-Alpecin \| + 12 s \| \| 13e \| Scott Thwaites \| Royaume-Uni \| Dimension Data \| + 12 s \| \| 14e \| Sacha Modolo \| Italie \| EF Education First-Drapac \| + 12 s \| \| 15e \| Dries Van Gestel \| Belgique \| Sport Vlaanderen-Baloise \| + 12 s \| \| 16e \| Timo Roosen \| Pays-Bas \| LottoNL-Jumbo \| + 12 s \| \| 17e \| Amaury Capiot \| Belgique \| Sport Vlaanderen-Baloise \| + 12 s \| \| 18e \| Silvan Dillier \| Suisse \| AG2R La Mondiale \| + 12 s \| \| 19e \| Amund Grøndahl Jansen \| Norvège \| LottoNL-Jumbo \| + 12 s \| \| 20e \| Zdeněk Štybar \| Tchéquie \| Quick-Step Floors \| + 12 s \| |                       |             |                            |                 |
| |                       |             |                            |                 |
| Source : ProCyclingStats |                       |             |                            |                 |
| Classement général |                       |             |                            |                 |
| Coureur | Coureur               | Pays        | Équipe                     | Temps           |
| 1er | Michael Valgren       | Danemark    | Astana                     | 4 h 50 min 14 s |
| 2e | Łukasz Wiśniowski     | Pologne     | Team Sky                   | + 12 s          |
| 3e | Sep Vanmarcke         | Belgique    | EF Education First-Drapac  | + 12 s          |
| 4e | Jasper Stuyven        | Belgique    | Trek-Segafredo             | + 12 s          |
| 5e | Philippe Gilbert      | Belgique    | Quick-Step Floors          | + 12 s          |
| 6e | Edward Theuns         | Belgique    | Team Sunweb                | + 12 s          |
| 7e | Bert Van Lerberghe    | Belgique    | Cofidis, Solutions Crédits | + 12 s          |
| 8e | Sonny Colbrelli       | Italie      | Bahrain-Merida             | + 12 s          |
| 9e | Arnaud Démare         | France      | FDJ                        | + 12 s          |
| 10e | Marcus Burghardt      | Allemagne   | Bora-Hansgrohe             | + 12 s          |
| 11e | Owain Doull           | Royaume-Uni | Team Sky                   | + 12 s          |
| 12e | Mads Würtz Schmidt    | Danemark    | Katusha-Alpecin            | + 12 s          |
| 13e | Scott Thwaites        | Royaume-Uni | Dimension Data             | + 12 s          |
| 14e | Sacha Modolo          | Italie      | EF Education First-Drapac  | + 12 s          |
| 15e | Dries Van Gestel      | Belgique    | Sport Vlaanderen-Baloise   | + 12 s          |
| 16e | Timo Roosen           | Pays-Bas    | LottoNL-Jumbo              | + 12 s          |
| 17e | Amaury Capiot         | Belgique    | Sport Vlaanderen-Baloise   | + 12 s          |
| 18e | Silvan Dillier        | Suisse      | AG2R La Mondiale           | + 12 s          |
| 19e | Amund Grøndahl Jansen | Norvège     | LottoNL-Jumbo              | + 12 s          |
| 20e | Zdeněk Štybar         | Tchéquie    | Quick-Step Floors          | + 12 s          |

### Classements UCI
Le Circuit Het Nieuwsblad attribue le même nombre des points pour l'UCI World Tour 2018 (uniquement pour les coureurs membres d'équipes World Tour) et le Classement mondial UCI (pour tous les coureurs).
| Position           | 1er | 2e  | 3e  | 4e  | 5e  | 6e  | 7e | 8e | 9e | 10e | 11e | 12e | 13e | 14e | 15e à 20e | 21e à 30e | 31e à 50e | 51e à 55e | 56e à 60e |
| Classement général | 300 | 250 | 215 | 175 | 120 | 115 | 95 | 75 | 60 | 50  | 40  | 35  | 30  | 25  | 20        | 12        | 5         | 2         | 1         |

#### Classements UCI World Tour à l'issue de la course
À l'issue de ce Circuit Het Nieuwsblad, Daryl Impey conserve la première place du classement individuel de l'UCI World Tour. Michael Valgren, vainqueur de la course, se hisse à la sixième place.
| Rang | Coureur           | Équipe                    | Points |
| ---- | ----------------- | ------------------------- | ------ |
| 1er  | Daryl Impey       | Mitchelton-Scott          | 800    |
| 2e   | Richie Porte      | BMC Racing                | 460    |
| 3e   | Dries Devenyns    | Quick-Step Floors         | 400    |
| 4e   | Jay McCarthy      | Bora-Hansgrohe            | 340    |
| 5e   | Tom-Jelte Slagter | Dimension Data            | 335    |
| 6e   | Michael Valgren   | Astana                    | 320    |
| 7e   | Elia Viviani      | Quick-Step Floors         | 310    |
| 8e   | Diego Ulissi      | UAE Emirates              | 275    |
| 9e   | Łukasz Wiśniowski | Sky                       | 250    |
| 10e  | Sep Vanmarcke     | EF Education First-Drapac | 215    |

| Rang | Équipe            | Points |
| ---- | ----------------- | ------ |
| 1er  | Mitchelton-Scott  | 1020   |
| 2e   | Quick-Step Floors | 929    |
| 3e   | BMC Racing        | 646    |
| 4e   | Sky               | 531    |
| 5e   | Bora-Hansgrohe    | 521    |
| 6e   | Astana            | 482    |
| 7e   | Dimension Data    | 446    |
| 8e   | Sunweb            | 372    |
| 9e   | Trek-Segafredo    | 360    |
| 10e  | Bahrain-Merida    | 350    |

## Liste des participants
- Liste de départ complète

| Légende | Légende                                                                    | Légende | Légende                                                    |
| ------- | -------------------------------------------------------------------------- | ------- | ---------------------------------------------------------- |
| Num     | Dossard de départ porté par le coureur sur ce Circuit Het Nieuwsblad       | Pos     | Position à l'arrivée de la course                          |
|         | Indique un maillot de champion national ou mondial, suivi de sa spécialité | NP      | Indique un coureur qui n'a pas pris le départ de la course |
| AB      | Indique un coureur qui n'a pas terminé la course                           | HD      | Indique un coureur qui a terminé la course hors des délais |

| BMC Racing BMC                   | BMC Racing BMC             | BMC Racing BMC |
| -------------------------------- | -------------------------- | -------------- |
| Num                              | Coureur                    | Pos            |
| 1                                | Greg Van Avermaet (BEL)    | 50e            |
| 2                                | Francisco Ventoso (ESP)    | AB             |
| 3                                | Jempy Drucker (LUX)        | 30e            |
| 4                                | Stefan Küng (SUI)          | 22e            |
| 5                                | Jürgen Roelandts (BEL)     | AB             |
| 6                                | Michael Schär (SUI)        | 64e            |
| 7                                | Nathan Van Hooydonck (BEL) | 66e            |
| Directeur sportif : Valerio Piva |                            |                |

| AG2R La Mondiale ALM              | AG2R La Mondiale ALM     | AG2R La Mondiale ALM |
| --------------------------------- | ------------------------ | -------------------- |
| Num                               | Coureur                  | Pos                  |
| 11                                | Oliver Naesen (BEL)      | 27e                  |
| 12                                | Nico Denz (FRA)          | 61e                  |
| 13                                | Silvan Dillier (SUI)     | 18e                  |
| 14                                | Julien Duval (FRA)       | AB                   |
| 15                                | Alexis Gougeard (FRA)    | AB                   |
| 16                                | Gediminas Bagdonas (LTU) | 62e                  |
| 17                                | Stijn Vandenbergh (BEL)  | 24e                  |
| Directeur sportif : Julien Jurdie |                          |                      |

| Astana AST                         | Astana AST                | Astana AST |
| ---------------------------------- | ------------------------- | ---------- |
| Num                                | Coureur                   | Pos        |
| 21                                 | Laurens De Vreese (BEL)   | 70e        |
| 22                                 | Oscar Gatto (ITA)         | 38e        |
| 23                                 | Dmitriy Gruzdev (KAZ)     | 75e        |
| 24                                 | Truls Engen Korsæth (NOR) | 94e        |
| 25                                 | Alexey Lutsenko (KAZ)     | 42e        |
| 26                                 | Magnus Cort Nielsen (DEN) | 23e        |
| 27                                 | Michael Valgren (DEN)     | 1er        |
| Directeur sportif : Stefano Zanini |                           |            |

| Bahrain-Merida TBM                  | Bahrain-Merida TBM    | Bahrain-Merida TBM |
| ----------------------------------- | --------------------- | ------------------ |
| Num                                 | Coureur               | Pos                |
| 31                                  | Grega Bole (SLO)      | 67e                |
| 32                                  | Borut Božič (SLO)     | AB                 |
| 33                                  | Sonny Colbrelli (ITA) | 8e                 |
| 34                                  | Iván García (ESP)     | 84e                |
| 35                                  | David Per (SLO)       | AB                 |
| 36                                  | Kristjan Koren (SLO)  | 44e                |
| 37                                  | Luka Pibernik (SLO)   | 73e                |
| Directeur sportif : Tristan Hoffman |                       |                    |

| Bora-Hansgrohe BOH                   | Bora-Hansgrohe BOH        | Bora-Hansgrohe BOH |
| ------------------------------------ | ------------------------- | ------------------ |
| Num                                  | Coureur                   | Pos                |
| 41                                   | Marcus Burghardt (GER)    | 10e                |
| 42                                   | Daniel Oss (ITA)          | 54e                |
| 43                                   | Christoph Pfingsten (GER) | AB                 |
| 44                                   | Lukas Pöstlberger (AUT)   | AB                 |
| 45                                   | Aleksejs Saramotins (LAT) | 93e                |
| 46                                   | Andreas Schillinger (GER) | 48e                |
| 47                                   | Michael Schwarzmann (GER) | AB                 |
| Directeur sportif : Steffen Radochla |                           |                    |

| EF Education First-Drapac EFD     | EF Education First-Drapac EFD | EF Education First-Drapac EFD |
| --------------------------------- | ----------------------------- | ----------------------------- |
| Num                               | Coureur                       | Pos                           |
| 51                                | Sep Vanmarcke (BEL)           | 3e                            |
| 52                                | Matti Breschel (DEN)          | 89e                           |
| 53                                | Sebastian Langeveld (NED)     | AB                            |
| 54                                | Sacha Modolo (ITA)            | 14e                           |
| 55                                | Thomas Scully (NZL)           | AB                            |
| 56                                | Logan Owen (USA)              | AB                            |
| 57                                | Mitchell Docker (AUS)         | 88e                           |
| Directeur sportif : Andreas Klier |                               |                               |

| Groupama-FDJ FDJ                     | Groupama-FDJ FDJ          | Groupama-FDJ FDJ |
| ------------------------------------ | ------------------------- | ---------------- |
| Num                                  | Coureur                   | Pos              |
| 61                                   | Arnaud Démare (FRA)       | 9e               |
| 62                                   | Antoine Duchesne (CAN)    | AB               |
| 63                                   | Mickaël Delage (FRA)      | AB               |
| 64                                   | Daniel Hoelgaard (NOR)    | AB               |
| 65                                   | Ignatas Konovalovas (LTU) | AB               |
| 66                                   | Olivier Le Gac (FRA)      | 81e              |
| 67                                   | Ramon Sinkeldam (NED)     | 56e              |
| Directeur sportif : Frédéric Guesdon |                           |                  |

| Lotto-Soudal LTS                  | Lotto-Soudal LTS      | Lotto-Soudal LTS |
| --------------------------------- | --------------------- | ---------------- |
| Num                               | Coureur               | Pos              |
| 71                                | Tiesj Benoot (BEL)    | 59e              |
| 72                                | Jasper De Buyst (BEL) | 60e              |
| 73                                | Jens Keukeleire (BEL) | 21e              |
| 74                                | Lars Bak (DEN)        | 91e              |
| 75                                | Lawrence Naesen (BEL) | AB               |
| 76                                | Jelle Wallays (BEL)   | 79e              |
| 77                                | Tim Wellens (BEL)     | 69e              |
| Directeur sportif : Herman Frison |                       |                  |

| Mitchelton-Scott MTS                | Mitchelton-Scott MTS          | Mitchelton-Scott MTS |
| ----------------------------------- | ----------------------------- | -------------------- |
| Num                                 | Coureur                       | Pos                  |
| 81                                  | Lucas Hamilton (AUS)          | AB                   |
| 82                                  | Luke Durbridge (AUS)          | 45e                  |
| 83                                  | Alexander Edmondson (AUS)     | 82e                  |
| 84                                  | Mathew Hayman (AUS)           | AB                   |
| 85                                  | Michael Hepburn (AUS)         | 53e                  |
| 86                                  | Christopher Juul Jensen (DEN) | 46e                  |
| 87                                  | Matteo Trentin (ITA)          | 55e                  |
| Directeur sportif : Laurenzo Lapage |                               |                      |

| Quick-Step Floors QST                | Quick-Step Floors QST  | Quick-Step Floors QST |
| ------------------------------------ | ---------------------- | --------------------- |
| Num                                  | Coureur                | Pos                   |
| 91                                   | Philippe Gilbert (BEL) | 5e                    |
| 92                                   | Fernando Gaviria (COL) | 86e                   |
| 93                                   | Dries Devenyns (BEL)   | AB                    |
| 94                                   | Iljo Keisse (BEL)      | AB                    |
| 95                                   | Yves Lampaert (BEL)    | 36e                   |
| 96                                   | Zdeněk Štybar (CZE)    | 20e                   |
| 97                                   | Niki Terpstra (NED)    | 52e                   |
| Directeur sportif : Wilfried Peeters |                        |                       |

| Dimension Data DDD                          | Dimension Data DDD         | Dimension Data DDD |
| ------------------------------------------- | -------------------------- | ------------------ |
| Num                                         | Coureur                    | Pos                |
| 101                                         | Edvald Boasson Hagen (NOR) | AB                 |
| 102                                         | Nicolas Dougall (RSA)      | AB                 |
| 103                                         | Bernhard Eisel (AUT)       | AB                 |
| 104                                         | Ryan Gibbons (RSA)         | AB                 |
| 105                                         | Jay Robert Thomson (RSA)   | AB                 |
| 106                                         | Scott Thwaites (GBR)       | 13e                |
| 107                                         | Julien Vermote (BEL)       | 40e                |
| Directeur sportif : Jean-Pierre Heynderickx |                            |                    |

| Katusha-Alpecin TKA                    | Katusha-Alpecin TKA          | Katusha-Alpecin TKA |
| -------------------------------------- | ---------------------------- | ------------------- |
| Num                                    | Coureur                      | Pos                 |
| 111                                    | Jenthe Biermans (BEL)        | 63e                 |
| 112                                    | Reto Hollenstein (SUI)       | 72e                 |
| 113                                    | Viatcheslav Kouznetsov (RUS) | 76e                 |
| 114                                    | Marco Mathis (GER)           | AB                  |
| 115                                    | Baptiste Planckaert (BEL)    | 26e                 |
| 116                                    | Nils Politt (GER)            | 83e                 |
| 117                                    | Mads Würtz Schmidt (DEN)     | 12e                 |
| Directeur sportif : Guennadi Mikhailov |                              |                     |

| Lotto NL-Jumbo TLJ                 | Lotto NL-Jumbo TLJ          | Lotto NL-Jumbo TLJ |
| ---------------------------------- | --------------------------- | ------------------ |
| Num                                | Coureur                     | Pos                |
| 121                                | Koen Bouwman (NED)          | AB                 |
| 122                                | Amund Grøndahl Jansen (NOR) | 19e                |
| 123                                | Tom Leezer (NED)            | 68e                |
| 124                                | Bert-Jan Lindeman (NED)     | 57e                |
| 125                                | Timo Roosen (NED)           | 16e                |
| 126                                | Bram Tankink (NED)          | 97e                |
| 127                                | Maarten Wynants (BEL)       | 31e                |
| Directeur sportif : Nico Verhoeven |                             |                    |

| Sky SKY                            | Sky SKY                   | Sky SKY |
| ---------------------------------- | ------------------------- | ------- |
| Num                                | Coureur                   | Pos     |
| 131                                | Jonathan Dibben (GBR)     | AB      |
| 132                                | Owain Doull (GBR)         | 11e     |
| 133                                | Michał Gołaś (POL)        | AB      |
| 134                                | Christian Knees (GER)     | AB      |
| 135                                | Christopher Lawless (GBR) | AB      |
| 136                                | Dylan van Baarle (NED)    | 51e     |
| 137                                | Łukasz Wiśniowski (POL)   | 2e      |
| Directeur sportif : Servais Knaven |                           |         |

| Sunweb SUN                            | Sunweb SUN                 | Sunweb SUN |
| ------------------------------------- | -------------------------- | ---------- |
| Num                                   | Coureur                    | Pos        |
| 141                                   | Søren Kragh Andersen (DEN) | 47e        |
| 142                                   | Roy Curvers (NED)          | AB         |
| 143                                   | Laurens ten Dam (NED)      | AB         |
| 144                                   | Michael Matthews (AUS)     | AB         |
| 145                                   | Tom Stamsnijder (NED)      | AB         |
| 146                                   | Edward Theuns (BEL)        | 6e         |
| 147                                   | Martijn Tusveld (NED)      | AB         |
| Directeur sportif : Arthur van Dongen |                            |            |

| Trek-Segafredo TFS             | Trek-Segafredo TFS    | Trek-Segafredo TFS |
| ------------------------------ | --------------------- | ------------------ |
| Num                            | Coureur               | Pos                |
| 151                            | Fabio Felline (ITA)   | 85e                |
| 152                            | Ryan Mullen (IRL)     | AB                 |
| 153                            | Giacomo Nizzolo (ITA) | AB                 |
| 154                            | Grégory Rast (SUI)    | AB                 |
| 155                            | Mads Pedersen (DEN)   | 92e                |
| 156                            | Jasper Stuyven (BEL)  | 4e                 |
| 157                            | Boy van Poppel (NED)  | 96e                |
| Directeur sportif : Dirk Demol |                       |                    |

| UAE Emirates UAD                 | UAE Emirates UAD             | UAE Emirates UAD |
| -------------------------------- | ---------------------------- | ---------------- |
| Num                              | Coureur                      | Pos              |
| 161                              | Matteo Bono (ITA)            | AB               |
| 162                              | Simone Consonni (ITA)        | AB               |
| 163                              | Filippo Ganna (ITA)          | AB               |
| 164                              | Marco Marcato (ITA)          | 25e              |
| 165                              | Aliaksandr Riabushenko (BLR) | AB               |
| 166                              | Ben Swift (GBR)              | 71e              |
| 167                              | Oliviero Troia (ITA)         | AB               |
| Directeur sportif : Mario Scirea |                              |                  |

| Cofidis COF                        | Cofidis COF               | Cofidis COF |
| ---------------------------------- | ------------------------- | ----------- |
| Num                                | Coureur                   | Pos         |
| 171                                | Hugo Hofstetter (FRA)     | AB          |
| 172                                | Michael Van Staeyen (BEL) | AB          |
| 173                                | Dimitri Claeys (BEL)      | 90e         |
| 174                                | Cyril Lemoine (FRA)       | 87e         |
| 175                                | Anthony Turgis (FRA)      | 34e         |
| 176                                | Bert Van Lerberghe (BEL)  | 7e          |
| 177                                | Kenneth Vanbilsen (BEL)   | AB          |
| Directeur sportif : Alain Deloeuil |                           |             |

| Roompot-Nederlandse Loterij RNL   | Roompot-Nederlandse Loterij RNL | Roompot-Nederlandse Loterij RNL |
| --------------------------------- | ------------------------------- | ------------------------------- |
| Num                               | Coureur                         | Pos                             |
| 181                               | Tim Ariesen (NED)               | AB                              |
| 182                               | Floris Gerts (NED)              | 65e                             |
| 183                               | Pim Ligthart (NED)              | AB                              |
| 184                               | Pieter Weening (NED)            | AB                              |
| 185                               | Sjoerd van Ginneken (NED)       | AB                              |
| 186                               | Brian van Goethem (NED)         | AB                              |
| 187                               | Coen Vermeltfoort (NED)         | AB                              |
| Directeur sportif : Erik Breukink |                                 |                                 |

| Sport Vlaanderen-Baloise SVB          | Sport Vlaanderen-Baloise SVB | Sport Vlaanderen-Baloise SVB |
| ------------------------------------- | ---------------------------- | ---------------------------- |
| Num                                   | Coureur                      | Pos                          |
| 191                                   | Amaury Capiot (BEL)          | 17e                          |
| 192                                   | Aimé De Gendt (BEL)          | 58e                          |
| 193                                   | Benjamin Declercq (BEL)      | AB                           |
| 194                                   | Edward Planckaert (BEL)      | 98e                          |
| 195                                   | Thomas Sprengers (BEL)       | 49e                          |
| 196                                   | Dries Van Gestel (BEL)       | 15e                          |
| 197                                   | Preben Van Hecke (BEL)       | AB                           |
| Directeur sportif : Walter Planckaert |                              |                              |

| Fortuneo-Samsic TFO           | Fortuneo-Samsic TFO             | Fortuneo-Samsic TFO |
| ----------------------------- | ------------------------------- | ------------------- |
| Num                           | Coureur                         | Pos                 |
| 201                           | Michael Carbel Svendgaard (DEN) | AB                  |
| 202                           | Maxime Daniel (FRA)             | AB                  |
| 203                           | Arnaud Gérard (FRA)             | AB                  |
| 204                           | Benoît Jarrier (FRA)            | AB                  |
| 205                           | Pierre-Luc Périchon (FRA)       | 29e                 |
| 206                           | Florian Vachon (FRA)            | AB                  |
| 207                           | Bram Welten (NED)               | AB                  |
| Directeur sportif : Yvon Caer |                                 |                     |

| Verandas Willems-Crelan VWC         | Verandas Willems-Crelan VWC | Verandas Willems-Crelan VWC |
| ----------------------------------- | --------------------------- | --------------------------- |
| Num                                 | Coureur                     | Pos                         |
| 211                                 | Sean De Bie (BEL)           | 39e                         |
| 212                                 | Dries De Bondt (BEL)        | AB                          |
| 213                                 | Stijn Devolder (BEL)        | 74e                         |
| 214                                 | Huub Duyn (NED)             | AB                          |
| 215                                 | Stijn Steels (BEL)          | AB                          |
| 216                                 | Wout van Aert (BEL)         | 32e                         |
| 217                                 | Senne Leysen (BEL)          | AB                          |
| Directeur sportif : Michiel Elijzen |                             |                             |

| Vital Concept VCC                    | Vital Concept VCC         | Vital Concept VCC |
| ------------------------------------ | ------------------------- | ----------------- |
| Num                                  | Coureur                   | Pos               |
| 221                                  | Kris Boeckmans (BEL)      | AB                |
| 222                                  | Bryan Coquard (FRA)       | 78e               |
| 223                                  | Bert De Backer (BEL)      | 77e               |
| 224                                  | Johan Le Bon (FRA)        | 80e               |
| 225                                  | Patrick Müller (SUI)      | 37e               |
| 226                                  | Julien Morice (FRA)       | AB                |
| 227                                  | Jonas Van Genechten (BEL) | AB                |
| Directeur sportif : Jimmy Engoulvent |                           |                   |

| Wanty-Groupe Gobert WGG                      | Wanty-Groupe Gobert WGG        | Wanty-Groupe Gobert WGG |
| -------------------------------------------- | ------------------------------ | ----------------------- |
| Num                                          | Coureur                        | Pos                     |
| 231                                          | Frederik Backaert (BEL)        | 33e                     |
| 232                                          | Tom Devriendt (BEL)            | AB                      |
| 233                                          | Wesley Kreder (NED)            | AB                      |
| 234                                          | Yoann Offredo (FRA)            | 28e                     |
| 235                                          | Guillaume Van Keirsbulck (BEL) | AB                      |
| 236                                          | Dion Smith (NZL)               | 43e                     |
| 237                                          | Pieter Vanspeybrouck (BEL)     | AB                      |
| Directeur sportif : Hilaire Van der Schueren |                                |                         |

| WB-Aqua Protect-Veranclassic WVA      | WB-Aqua Protect-Veranclassic WVA | WB-Aqua Protect-Veranclassic WVA |
| ------------------------------------- | -------------------------------- | -------------------------------- |
| Num                                   | Coureur                          | Pos                              |
| 241                                   | Ludwig De Winter (BEL)           | 95e                              |
| 242                                   | Kevyn Ista (BEL)                 | AB                               |
| 243                                   | Justin Jules (FRA)               | AB                               |
| 244                                   | Alex Kirsch (LUX)                | 35e                              |
| 245                                   | Julien Stassen (BEL)             | AB                               |
| 246                                   | Lukas Spengler (SUI)             | AB                               |
| 247                                   | Maxime Vantomme (BEL)            | 41e                              |
| Directeur sportif : Frédéric Amorison |                                  |                                  |